# Djurgårdslinjen
59°20′00″ пн. ш. 18°04′25″ сх. д. / 59.33345° пн. ш. 18.073633° сх. д.
Djurgårdslinjen — історична трамвайна лінія з маршрутом № 7N, що прокладена між Норрмальмсторг і Вальдемарсудде в Стокгольмі, Швеція.

## Історія
Лінія, як і майже всі інші трамвайні лінії в Стокгольмі, була закрита під час переходу на правосторонній рух в 1967 році, але була відновлена як трамвайна лінія у червні 1991 року і функціонувала на неприбутковій основі під орудою AB Stockholms Spårvägar.
Інфраструктура для історичної лінії спочатку була побудована та належала Stiftelsen Stockholms Museispårvägar, неприбутковому фонду, створеному містом Стокгольм і радою округу Стокгольм, але вона була передана SL в 2005 році. 
З тих пір, як лінія була знову відкрита, було кілька пропозицій продовжити колії до Сергельсторг і станції Стокгольм-Центральний з наміром замінити поточну автобусну лінію 47 на сучасні легкорейкові транспортні засоби. 
В 1990-х роках місцеві політики байдуже сприйняли пропозиції, але з моменту відкриття Tvärbanan і запровадження нових Flexity Swift A32, тепер більшість підтримує розширення.
Старовинні трамваї курсують з початку квітня до кінця грудня, а також щодня з червня по серпень. 
Трамваї, які використовуються на лінії, в основному зі Стокгольма, а також кілька Гетеборзьких трамваїв та з Осло. 
Мароки трамвайних вагонів варіюються від початку 20-го століття до кінця 1950-х років. 
У вихідні дні модифікований вагон під назвою «Rolling Café» причеплюється до одного з трамваїв на лінії.
Усі тарифи SL дійсні на «Djurgårdslinjen», включаючи проїзні картки та купони.
| Лінія | Маршрут                         | Довжина | Станцій |
| ----- | ------------------------------- | ------- | ------- |
| 7N    | Норрмальмсторг – Вальдемарсудде | 2.9 км  | 10      |

## Spårväg City
Регулярне сполучення з використанням сучасних трамваїв почалося з відкриттям Spårväg City в 2010 році. 
Проте деякі сучасні трамваї були випробувані на «Djurgårdslinjen» раніше.
В 2008 році було вирішено, що лінія буде продовжена від поточної кінцевої станції Норрмальмсторг до нової міської забудови в Ліндхагені через Стокгольм-Центральний. 
Регулярне трамвайне сполучення між Сергельсторг і Вальдемарсудде розпочалося 23 серпня 2010 року з шести трамваїв Bombardier Flexity Classic. 
 
Розширення від Сергельсторг до Т-Сентрален було відкрито 3 вересня 2018 року 